# Bajánsenye
Bajánsenye è un comune dell'Ungheria di 558 abitanti (dati 2001). È situato nella contea di Vas.